# بين هارت
بين هارت (بالإنجليزية: Ben Hart)‏ هو لاعب كرة قدم بريطاني في مركز الدفاع، ولد في 26 سبتمبر 2000 في Burton upon Trent ‏ في المملكة المتحدة. لعب مع نادي بيرتن ألبيون ونادي تاموورث.

## وصلات خارجية
- بين هارت على موقع قاعدة بيانات كرة القدم.إي يو (الإنجليزية)
- بين هارت على موقع Soccerbase.com (لاعب) (الإنجليزية)
- بين هارت على موقع Soccerway.com (الإنجليزية)